# Marathon de Genève
Le marathon de Genève ou Generali Genève Marathon (GGM) est une épreuve de course à pied sur route de 42,195 km, organisée par l'Association Genève Marathon, se déroulant à Genève, en Suisse. En parallèle du marathon, se courent aussi un peu plus tôt le même jour, un semi-marathon, un semi-marathon en fauteuil ainsi que le marathon relais. D'autres courses ont également lieu durant le même week-end; un 10km, un 5km ouvert à tous ainsi que des courses juniors.

## Histoire
Un premier marathon est organisé à Genève en 1981. Il connaît rapidement une reconnaissance internationale, faisant partie des membres fondateurs de l'Association of International Marathons and Distance Races en 1982. Il connaît sa dernière édition en 1987, en proie à des difficultés financières et à un manque de médiatisation.
La première édition du marathon actuel de Genève a lieu le 8 mai 2005. Elle est remportée par l'Éthiopien Tesfaye Eticha en 2 h 15 min 29 s. Jusqu'en 2008, l'épreuve masculine est dominée par Eticha qui la remporte quatre fois de manière consécutive. Jusqu'en 2012, l'épreuve masculine est dominée par les coureurs éthiopiens.
En 2010, de nouvelles épreuves voient le jour le samedi après-midi : la Genevoise, course de 6 km réservée aux femmes et des courses pour les enfants âgés de 6 à 13 ans. Unicef devient partenaire caritatif de l'événement.
En 2011, de nouveaux parcours entre ville et campagne sont établis pour les courses marathon et semi-marathon.
Depuis 2013, une épreuve de handbike et un relais marathon par équipe de quatre à six coureurs sont aussi au programme. L’arrivée des courses du dimanche est jugée sur le célèbre Pont du Mont-Blanc, en plein cœur de Genève. En raison de ses initiatives dans le domaine du développement durable, le Genève Marathon for Unicef est Lauréat Ecosport 2013 de Swiss Olympic.  
Dès 2014, Harmony, centre de fitness et spa, devient Presenting Sponsor de l’événement. Pour son dixième anniversaire le Genève Marathon for Unicef met en place plusieurs nouveautés dont une course de 5 km pour les 14-15 ans le samedi après-midi et un 10 km ouvert aux coureurs et marcheurs en soirée. 
En 2015, Harmony accède au rang de Partenaire Titre du Genève Marathon for Unicef. L'événement devient alors le Harmony Genève Marathon for Unicef.
En 2016, l'épreuve est labellisée "bronze" par l'Association internationale des fédérations d'athlétisme (IAAF) devenant ainsi le premier et seul événement de course à pied en Suisse à obtenir un label de la Fédération Internationale d’Athlétisme.  
Le 7 mai 2017, le Kényan William Yegon établit un nouveau record de l'épreuve chez les hommes en courant en 2 h 10 min 31 s. Le 6 mai 2018, Yegon remet son titre en jeu et remporte à nouveau l'épreuve en 2 h 12 min 10 s sous une chaleur étouffante,. Le 12 mai 2019, un nouveau record du parcours est établi chez les hommes avec le Kényan Bernard Too en 2 h 9 min 10 s, premier homme de cette compétition en moins de 2 heures et 10 minutes et chez les femmes par sa compatriote Josephine Chepkoech en 2 h 29 min 11 s, première femme de cette compétition en moins de 2 heures et 30 minutes. Le vainqueur de 2017 et 2018, William Yegon termine cette édition à la cinquième place en 2 h 12 min 39 s.
En 2018, la manifestation fait partie des événements “5 étoiles” établis par la fédération européenne d’athlétisme. Cette norme certifie que la course garantit un niveau élevé de sécurité et de sûreté, ainsi que des services de haute qualité pour une course à laquelle participent un nombre considérable de coureurs. 
En 2019, quinzième édition du Harmony Genève Marathon for Unicef. Une nouvelle course parent/enfant de 1km. L’événement fête ses 10 ans de partenariat avec Unicef et Implenia. 
En raison de la pandémie de Covid-19 en Suisse, l'édition 2020 n'a pas lieu comme prévu le week-end des 9 et 10 mai. L'édition 2021 est quant à elle revue avec une participation étalée sur le mois de mai pour les coureurs populaires et une course élite organisée le 2 mai 2021.
En 2022, Generali devient le nouveau Partenaire Titre du marathon de Genève ainsi l'événement se renomme Generali Genève Marathon.
En 2023, la 17ᵉ édition du Generali Genève Marathon a été inédite avec un nouveau site de départ pour l’ensemble des courses (hors Courses Juniors et Parents-Enfants). En effet, après 10 belles années à Chêne-Bourg, les départs ont été donnés à proximité de la Gare des Eaux-Vives, sur la commune de Cologny, déjà bien impliquée dans l’événement depuis plus de 10 ans.
Cette édition a également marqué un record de participation depuis la pandémie de Covid-19, avec 18 524 participants, confirmant l’engouement des coureurs pour cet événement incontournable.
L’édition 2024 de l'événement marque un nouveau record de participation : toutes les courses sont complètes, réunissant 21 733 participants, tandis que plus de 4 000 personnes figurent sur liste d’attente en raison de la popularité de l’événement, complet depuis de nombreuses semaines. Sur le plan sportif, plusieurs performances sont enregistrées. Judy Kemboi établit un nouveau record féminin sur le semi-marathon avec un temps de 1 h 5 min 44 s, réalisant ainsi la cinquième meilleure performance mondiale de l’année. La star genevoise Tadesse Abraham s’illustre en remportant le semi-marathon en 1 h 2 min 15 s. Le marathon voit les victoires de l'Érythréen Kibrom Weldemicael en 2 h 9 min 57 s et de l'Éthiopienne Kasahun Aynalem chez les femmes en 2 h 31 min 42 s. Dans la catégorie fauteuil de course, le Français Casoli Julien s’impose sur le semi-marathon en 48 min 37 s.
Kibrom Weldemicael est par la suite suspendu pendant six pour avoir été contrôlé positif à l'EPO et à la furosémide. Sa victoire est annulée et revient au au Tanzanien Josephat Joshua Gisemo.

## Parcours
Le départ est donné à Cologny. Le marathon traverse onze communes genevoises (dans l'ordre de passage): Chêne-Bourg, Chêne-Bougeries, Thônex, Choulex, Puplinge, Presinge, Jussy, Gy, Meinier, Collonge-Bellerive, Cologny avant de rejoindre le centre-ville de Genève. L'arrivée se situe sur le pont du Mont-Blanc.
Le tracé se décompose en 2 parties, la première partie fait traverser les coureurs à travers la nature, les vignes et les villages autour de la ville. La deuxième partie se fait dans les rues de Genève et le long du Léman.

## Vainqueurs Marathon

### Ancien marathon
| Année | Hommes                | Pays             | Temps           |                                 | Femmes           | Pays            | Temps |
| 1981  | Ian Thompson          | Royaume-Uni      | 2 h 17 min 17 s |                                 |                  |                 |       |
| 1982  | Mike Kearns           | Royaume-Uni      | 2 h 13 min 50 s | Leslie Watson                   | Royaume-Uni      | 2 h 48 min 40 s |       |
| 1983  | Ryszard Kopijasz      | Pologne          | 2 h 15 min 00 s | Jarmila Urbanová                | Tchécoslovaquie  | 2 h 41 min 31 s |       |
| 1984  | Svend-Erik Kristensen | Danemark         | 2 h 14 min 55 s | Valentina Kerimova              | Union soviétique | 2 h 41 min 43 s |       |
| 1985  | Nicolaï Tchameev      | Union soviétique | 2 h 19 min 17 s | Nadejda Govmerova               | Union soviétique | 2 h 36 min 04 s |       |
| 1986  | Bernard Bobès         | France           | 2 h 18 min 11 s | Nadejda Govmerova Zoya Gavriluk | Union soviétique | 2 h 38 min 33 s |       |
| 1987  | Adri Hartveld         | Royaume-Uni      | 2 h 20 min 05 s | Alexandra Tarassova             | Union soviétique | 2 h 40 min 03 s |       |

### Marathon actuel
| Année | Hommes                                                         | Pays                                                           | Temps                                                          |                                                                | Femmes                                                         | Pays                                                           | Temps                                                          |
| 2005  | Tesfaye Eticha                                                 | Éthiopie                                                       | 2 h 15 min 29 s                                                | Kenina Chawla                                                  | Éthiopie                                                       | 2 h 43 min 53 s                                                |                                                                |
| 2006  | Tesfaye Eticha                                                 | Éthiopie                                                       | 2 h 15 min 31 s                                                | Joanna Chmiel                                                  | Pologne                                                        | 2 h 45 min 07 s                                                |                                                                |
| 2007  | Tesfaye Eticha                                                 | Éthiopie                                                       | 2 h 18 min 36 s                                                | Elfenesh Melaku                                                | Éthiopie                                                       | 2 h 43 min 57 s                                                |                                                                |
| 2008  | Tesfaye Eticha                                                 | Éthiopie                                                       | 2 h 14 min 23 s                                                | Addis Gezahegne                                                | Éthiopie                                                       | 2 h 46 min 57 s                                                |                                                                |
| 2009  | Germa Tsige                                                    | Éthiopie                                                       | 2 h 19 min 49 s                                                | Reulen Stijntje                                                | Suisse                                                         | 2 h 52 min 47 s                                                |                                                                |
| 2010  | Teshomi Temerate                                               | Éthiopie                                                       | 2 h 20 min 30 s                                                | Laura Hrebec                                                   | Suisse                                                         | 2 h 44 min 32 s                                                |                                                                |
| 2011  | Hailu Begashaw                                                 | Éthiopie                                                       | 2 h 17 min 45 s                                                | Pascale Prevel                                                 | France                                                         | 3 h 07 min 49 s                                                |                                                                |
| 2012  | Tewodros Zewou                                                 | Éthiopie                                                       | 2 h 19 min 25 s                                                |                                                                | Julia Vinokurova                                               | Russie                                                         | 2 h 44 min 29 s                                                |
| 2013  | Maksim Pankratau                                               | Biélorussie                                                    | 2 h 15 min 42 s                                                |                                                                | Belaynesh Bekele                                               | Éthiopie                                                       | 2 h 45 min 44 s                                                |
| 2014  | Simon Mukun                                                    | Kenya                                                          | 2 h 11 min 00 s                                                |                                                                | Milka Jerotich                                                 | Kenya                                                          | 2 h 32 min 34 s                                                |
| 2015  | Peter Kiplagat                                                 | Kenya                                                          | 2 h 11 min 18 s                                                |                                                                | Jane Kiptoo                                                    | Kenya                                                          | 2 h 35 min 44 s                                                |
| 2016  | Julius Chepkwony                                               | Kenya                                                          | 2 h 11 min 11 s                                                |                                                                | Jane Kiptoo                                                    | Kenya                                                          | 2 h 35 min 04 s                                                |
| 2017  | William Yegon                                                  | Kenya                                                          | 2 h 10 min 31 s                                                |                                                                | Megersa Motu                                                   | Éthiopie                                                       | 2 h 40 min 46 s                                                |
| 2018  | William Yegon                                                  | Kenya                                                          | 2 h 12 min 10 s                                                |                                                                | Fekadu Amelework                                               | Éthiopie                                                       | 2 h 38 min 05 s                                                |
| 2019  | Bernard Too                                                    | Kenya                                                          | 2 h 09 min 45 s                                                |                                                                | Josephine Chepkoech                                            | Kenya                                                          | 2 h 29 min 11 s                                                |
| 2020  | Édition annulée en raison de la pandémie de Covid-19 en Suisse | Édition annulée en raison de la pandémie de Covid-19 en Suisse | Édition annulée en raison de la pandémie de Covid-19 en Suisse | Édition annulée en raison de la pandémie de Covid-19 en Suisse | Édition annulée en raison de la pandémie de Covid-19 en Suisse | Édition annulée en raison de la pandémie de Covid-19 en Suisse | Édition annulée en raison de la pandémie de Covid-19 en Suisse |
| 2021  | Shumi Dechasa                                                  | Bahreïn                                                        | 2 h 06 min 59 s                                                |                                                                | Maureen Chepkemoi                                              | Kenya                                                          | 2 h 24 min 19 s                                                |
| 2022  | Emmanuel Gisamoda                                              | Tanzanie                                                       | 2 h 10 min 39 s                                                |                                                                | Meseret Dinke                                                  | Éthiopie                                                       | 2 h 26 min 22 s                                                |
| 2023  | Silas Too                                                      | Kenya                                                          | 2 h 09 min 40 s                                                |                                                                | Jane Jelagat Seurey                                            | Kenya                                                          | 2 h 31 min 40 s                                                |
| 2024  | Gisemo Josephat Joshua,                                        | Tanzanie                                                       | 2 h 10 min 23 s                                                |                                                                | Aynalem Kasahun                                                | Éthiopie                                                       | 2 h 31 min 42 s                                                |
| 2025  | Collins Kemboi                                                 | Kenya                                                          | 2 h 11 min 37 s                                                |                                                                | Tsega Desta                                                    | Éthiopie                                                       | 2 h 34 min 41 s                                                |

 Record de l'épreuve

## Vainqueurs Semi-Marathon
| Année | Hommes                                                         | Pays                                                           | Temps                                                          |                                                                | Femmes                                                         | Pays                                                           | Temps                                                          |
| ----- | -------------------------------------------------------------- | -------------------------------------------------------------- | -------------------------------------------------------------- | -------------------------------------------------------------- | -------------------------------------------------------------- | -------------------------------------------------------------- | -------------------------------------------------------------- |
| 2005  | Jürg Stalder                                                   | Suisse                                                         | 1 h 06 min 35 s                                                |                                                                | Astrid Schaffner                                               | Suisse                                                         | 1 h 19 min 4 s                                                 |
| 2006  | Tadesse Abraham                                                | Érythrée                                                       | 1 h 07 min 24 s                                                |                                                                | Corinne Roy                                                    | France                                                         | 1 h 21 min 40 s                                                |
| 2007  | Bouchaïb Larhalmi                                              | Suisse                                                         | 1 h 06 min 58 s                                                |                                                                | Astrid Schaffner                                               | Suisse                                                         | 1 h 25 min 41 s                                                |
| 2008  | Wissem Hosni                                                   | Tunisie                                                        | 1 h 08 min 31 s                                                |                                                                | Anna Kovalenko                                                 | Angleterre                                                     | 1 h 19 min 57 s                                                |
| 2009  | Tesfaye Eticha                                                 | Suisse                                                         | 1 h 04 min 29 s                                                |                                                                | Askale Marachi                                                 | Éthiopie                                                       | 1 h 15 min 57 s                                                |
| 2010  | Terefe Seifu                                                   | Éthiopie                                                       | 1 h 07 min 10 s                                                |                                                                | Corinne Zeller                                                 | Suisse                                                         | 1 h 19 min 56 s                                                |
| 2011  | Tesfaye Eticha                                                 | Suisse                                                         | 1 h 04 min 38 s                                                |                                                                | Tenke Zoltani                                                  | Suisse                                                         | 1 h 20 min 25 s                                                |
| 2012  | Meïdhi Khelifi                                                 | Italie                                                         | 1 h 07 min 40 s                                                |                                                                | Aline Camboulives                                              | France                                                         | 1 h 15 min 49 s                                                |
| 2013  | Tadesse Abraham                                                | Érythrée                                                       | 1 h 03 min 55 s                                                |                                                                | Aline Camboulives                                              | France                                                         | 1 h 16 min 6 s                                                 |
| 2014  | Adil Bouafif                                                   | Suède                                                          | 1 h 07 min 40 s                                                |                                                                | Aline Camboulives                                              | France                                                         | 1 h 16 min 0 s                                                 |
| 2015  | Julien Lyon                                                    | Suisse                                                         | 1 h 05 min 45 s                                                |                                                                | Helen Bekele                                                   | Éthiopie                                                       | 1 h 13 min 23 s                                                |
| 2016  | Tenesgen Daba                                                  | Éthiopie                                                       | 1 h 05 min 57 s                                                |                                                                | Elise Chabbey                                                  | Suisse                                                         | 1 h 24 min 52 s                                                |
| 2017  | Sergio Dias                                                    | Suisse                                                         | 1 h 06 min 57 s                                                |                                                                | Aline Camboulives                                              | France                                                         | 1 h 18 min 52 s                                                |
| 2018  | Sisay Yazew                                                    | Éthiopie                                                       | 1 h 07 min 33 s                                                |                                                                | Yiou Wang                                                      | États-Unis                                                     | 1 h 18 min 32 s                                                |
| 2019  | Tesfay Felfele                                                 | Érythrée                                                       | 1 h 06 min 12 s                                                |                                                                | Imogen Simmonds                                                | Angleterre Suisse                                              | 1 h 20 min 36 s                                                |
| 2020  | Édition annulée en raison de la pandémie de Covid-19 en Suisse | Édition annulée en raison de la pandémie de Covid-19 en Suisse | Édition annulée en raison de la pandémie de Covid-19 en Suisse | Édition annulée en raison de la pandémie de Covid-19 en Suisse | Édition annulée en raison de la pandémie de Covid-19 en Suisse | Édition annulée en raison de la pandémie de Covid-19 en Suisse | Édition annulée en raison de la pandémie de Covid-19 en Suisse |
| 2021  | Thomas Huwiler                                                 | Suisse                                                         | 1 h 08 min 41 s                                                |                                                                | Bindner Lisa Marie                                             | Allemagne                                                      | 1 h 21 min 37 s                                                |
| 2022  | Dominic Lokinyomo Lobalu                                       | Soudan du Sud                                                  | 1 h 01 min 39 s                                                |                                                                | Cynthia Kosgei                                                 | Kenya                                                          | 1 h 09 min 49 s                                                |
| 2023  | Erick Leon Ndiema                                              | Kenya                                                          | 1 h 02 min 45 s                                                |                                                                | Cynthia Kosgei                                                 | Kenya                                                          | 1 h 09 min 26 s                                                |
| 2024  | Tadesse Abraham                                                | Suisse                                                         | 1 h 02 min 15 s                                                |                                                                | Judy Kemboi                                                    | Kenya                                                          | 1 h 05 min 44 s                                                |
| 2025  | Leonard Kipngeno Bor                                           | Kenya                                                          | 1 h 01 min 45 s                                                |                                                                | Lucy Nthenya Ndambuki                                          | Kenya                                                          | 1 h 08 min 57 s                                                |

 Record de l'épreuve

## Arrivants
| Année                  | Marathon | dont femmes | Semi-marathon | dont femmes |
| ---------------------- | -------- | ----------- | ------------- | ----------- |
| 2005                   | 1 381    | 232         | 1 515         | 458         |
| 2006                   | 1 065    | 156         | 1 991         | 626         |
| 2007                   | 876      | 134         | 2 407         | 742         |
| 2008                   | 605      | 86          | 2 034         | 577         |
| 2009                   | 749      | 96          | 2 240         | 626         |
| 2010                   | 463      | 59          | 2 059         | 542         |
| 2011                   | 833      | 111         | 2 966         | 926         |
| 2012                   | 902      | 157         | 3 404         | 1 021       |
| 2013                   | 1 118    | 187         | 3 905         | 1 268       |
| 2014                   | 1 504    | 289         | 4 523         | 1 464       |
| 2015                   | 1 523    | 318         | 4 707         | 1 590       |
| 2016                   | 1 475    | 295         | 4 237         | 1 600       |
| 2017                   | 1 838    | 462         | 5 184         | 1 912       |
| 2018                   | 2 181    | 517         | 6 025         | 2 349       |
| 2019                   | 2 199    | 585         | 6 003         | 2 253       |
| 2020 (édition annulée) |          |             |               |             |
| 2021(édition adaptée)  | 1 415    | 398         | 3 890         | 1 589       |
| 2022                   | 1 883    | 508         | 4 075         | 1 781       |
| 2023                   | 2 421    | 552         | 6 123         | 2 213       |
| 2024                   | 3 406    | 779         | 8 197         | 3 084       |